# Bali Padda
Bali Padda is een Brits zakenman en in 2017 gedurende negen maanden CEO van The Lego Group. Hiervoor was hij een van de leidinggevenden in het hoofdkantoor van LEGO. Hij volgde CEO Jørgen Vig Knudstorp op die aftrad in januari 2017 om The LEGO Brand Group te gaan leiden. Hij is de eerste niet-Deen sinds het ontstaan van het bedrijf.
Padda is geboren in Punjab, maar migreerde toen hij twaalf was samen met zijn ouders naar het Verenigd Koninkrijk vanuit Bombay (nu Mumbai) om een beter leven te zoeken.
In 2002 werd hij werknemer van de LEGO Group als Head of Market Oriented Packing in Enfield in de Verenigde Staten. Hij had daarvoor bij GlaxoWellcome en Timberland gewerkt als medewerker van de klantendienst.
In augustus 2017 kondigde Padda aan dat hij in oktober 2017 vervangen zou worden als CEO door Niels B. Christiansen, wat hem nog steeds de enige niet-Deen maakt.